# Fabián Assmann
Walter Fabián Assmann (Zárate, 23 marzo 1986) è un ex calciatore argentino, di ruolo portiere.

## Carriera

### Club
Nato a Zárate, iniziò a giocare nelle giovanili dell'Independiente, dove iniziò la carriera come calciatore in Primera División.
Dopo essersi seduto in panchina come secondo di Óscar Ustari, debuttò in prima divisione il 21 aprile 2007 contro il Nueva Chicago (risultato finale 0-0), lanciato dal tecnico Miguel Ángel Santoro, giocando in tutto quattro partite e subendo un gol.
Dopo il trasferimento di Ustari al Getafe, è diventato il portiere titolare.